# Raymond Langston
Docteur Raymond « Ray » Langston est un personnage fictif incarné par l'acteur Laurence Fishburne dans la série télévisée américaine Les Experts (CSI : Crime Scene Investigation en anglais).
Il a rejoint la série lors du neuvième épisode de la saison 9 intitulé Un chapitre se ferme... (19 Down), et a rejoint l'équipe après le départ de Gil Grissom.

## Biographie
Raymond est un Army brat né à Séoul en 1967, il connaît très bien le football. Son père, un soldat décoré et un vétéran de la Guerre de Corée, était un homme violent, souvent impliqué dans des bagarres hors du champ de bataille. C'est quelque chose qui dérange considérablement son fils. Ce dernier a obtenu un doctorat et est devenu médecin. Un de ses collègues à l'hôpital était un « Ange de la mort » (Angel of Death), tuant 27 patients, avant que Raymond Langston ne voie l'évidence et n'en ait la preuve. Il n'a plus jamais été capable de travailler avec. Il écrivit ensuite un livre à propos de ses expériences, qui a non seulement été lu par Gil Grissom mais aussi par le Docteur Tom Loman (Les Experts : Miami). Il devint ensuite professeur dans une université, tout en continuant de travailler parfois comme chirurgien. C'est grâce à ses capacités qu'il a été mis en contact avec l'équipe des Experts, pour enquêter sur une série de meurtres reliée à un tueur en série qu'il avait interviewé. Après que ce cas fut résolu, Grissom l'encouragea à rejoindre l'équipe des Experts de Las Vegas, en prenant le grade de CSI Level 1.
Son premier jour au travail, dans l'épisode Des débuts explosifs, Raymond Langston est troublé par une erreur lorsqu'il relève une empreinte digitale : il a touché et ruiné l'empreinte, son genou a touché la mare de sang, entraînant des critiques de la part de Riley Adams lorsqu'il réprimande une personne frappant son fils. Il a aussi reçu un accueil froid de la part de David Hodges, qui était encore en colère à propos du départ de Gil Grissom, mais fini par bien s'entendre avec lui lorsqu'il lui explique de manière précise le fonctionnement d'une bombe à la farine de maïs. Malgré tout, l'équipe l'accepte comme l'un des leurs, allant même jusqu'à l'inviter à un dîner.
Dans l'épisode Affaire de dégoût (Deep Fried and Minty Fresh), il démontre qu'il a des connaissances en Mandarin (chinois). Dans l'épisode Sans issue (No Way Out), Langston et sa collègue Riley Adams sont tenus en otage lors d'une fusillade dans un quartier calme de Las Vegas. Riley réussit avec succès à désarmer le suspect. Il est obligé de tuer un suspect en légitime défense dans l'épisode Pour une poignée de jetons (All In). Son manque de culpabilité après cet évènement l'inquiète. Durant la dixième saison, Langston a pris de nombreuses décisions, allant si loin dans le nombre d'heures supplémentaires pour les employés du laboratoire qu'il doit payer de sa poche. Il a ensuite été promu au grade de CSI Level 2.

## Crossover
Laurence Fishburne est apparu dans le rôle du Docteur Raymond Langston dans Les Experts : Miami (saison 8, épisode 7) et Les Experts : Manhattan (saison 6, épisode 7) dans la saison 10 des Experts, ces trois épisodes furent diffusés dans la semaine du 9 novembre 2009. Cela lui donne la distinction d'être le second acteur à apparaître dans les trois séries Les Experts, David Caruso étant le premier (CSI: MIAMI saison 2, épisode 23) dans le rôle du Lieutenant Horatio Caine.